# Chatin
Chatin es una localidad de Santa Lucía, que forma parte de los distritos de Anse La Raye y Canaries.